# کاروستن
کاروستن (به آلمانی: Karrösten) یک منطقهٔ مسکونی در اتریش است که در ناحیه ایمست واقع شده‌است. کاروستن ۷٫۹۱ کیلومتر مربع مساحت دارد ۹۱۸ متر بالاتر از سطح دریا واقع شده‌است.